# 紐納塔 (阿肯色州)
紐納塔（英語：Newnata）是位於美國阿肯色州斯通縣的一個非建制地區。該地的面積和人口皆未知。

## 地理
紐納塔的座標為35°53′22″N 92°15′07″W / 35.88944°N 92.25194°W，而該地的平均海拔高度為188米（即617英尺）。